# Microzetes caucasicus
Microzetes caucasicus är en kvalsterart som först beskrevs av Krivolutsky 1967.  Microzetes caucasicus ingår i släktet Microzetes och familjen Microzetidae. Inga underarter finns listade i Catalogue of Life.